# 김상욱 (아이스하키 선수)
김상욱(金尙郁, 1988년 4월 21일~)은 대한민국의 아이스하키 선수로 포지션은 라이트윙과 센터이다. 현재 아시아리그 아이스하키의 안양 한라에서 활동하고 있다. 대한민국 국가대표팀의 일원으로 2018년 동계 올림픽에 참가했고, 아시안 게임에서 은메달 1개(2017), 동메달 1개(2011)를 획득했다.
형인 김기성도 아이스하키 선수이다.